# 朴娜萊
朴娜萊（：／ Bak Na Rae，1988年2月23日—）是大韓民國的歌手。2012年以B2M Entertainment推出的流行女子組合SPICA出道，為五位成員之一。

## 經歷
1988年出生於仁川廣域市南洞區，家中成員有父親、姐姐與兩個哥哥。母親於娜萊還在就讀高中三年級（20歲）時離世。在就讀慶熙大學期間參與Mnet明星選拔節目Super Star K第一季的比賽並獲得第八名的成績，隨後與其他九位參賽者一同發行Super Star K TOP 10 《LOVE》正規專輯。2012年2月9日正式以SPICA一員於Mnet《M! Countdown》出道。擔任韓國慶熙大學後現代音樂學院講師一職。

## 音樂活動

### 單曲
- 2009年 Super Star K Top10《I Love You》
- 2013年 Loco - Take Care MV (ft.Park Na Rae)
- 2013年11月6日 Mando & Chigi - He Says, She Says （쌍방과실） MV (ft.Park Na Rae)

### 合輯
- 2009年12月8日 Superstar K Top10正規專輯《Love》-「I Love You」「늦은 후회」[3]（2009年7月24日-8月28日）

### 現場演唱
《Super Star K》 第一季
- 2009年7月24日－9月11日（Ep.01～Ep.08）
  - 9月4日 Ep.07 演唱 趙全宇-沼澤
  - 9月11日 Ep.08 演唱 ABBA-SOS

## 演出作品

### 音樂錄影帶
- 2009年 Super Star K Top10《I Love You[4]》
- 2013年 SPICA - Kim Bo Hyung _Crazy Girl MV(Starring)

## 外部連結
- 朴娜萊的X（前Twitter）
- 朴娜萊的Instagram帳戶